# 후추스
후추스(Hoochus)는 대한민국의 밴드, 원맨밴드, 싱어송라이터이다. 2014년 정규 1집 <우리는>을 발표하였다. 10장의 싱글을 발매하였고, 2장의 컴필레이션 앨범에 참여하였다.
2019년 정규 2집 <너의 일부>를 발표하였다.

## 구성원
| 이름   | 소개                                                       |
| ------ | ---------------------------------------------------------- |
| 김정웅 | - 생년월일 : 1988년1월12일 - 포지션 : 보컬, 기타, 송라이팅 |

## 음반 목록
정규
- 2014: 《우리는》
- 2019: 《너의 일부》

싱글
- 2014: 온통 그대
- 2015: 배신당한 청년들
- 2015: 등목
- 2016: 봄비
- 2016: 모험을 가장한 데이트
- 2016: 돌핀 (Dolphine)
- 2016: 어떤 위로
- 2016: 밤의 왈츠
- 2017: 고백하는 달
- 2018 : 롱디
- 2020 : 우린 불안을 지나
- 2020 : 룰루랄라 빨래방
- 2020 : 1229
- 2021 : 초년생
- 2021 : 사랑을 향해
- 2021 : 연미정
- 2022 : 그냥가요

컴필레이션
- 2013: bright#1 <사춘기>
- 2017: 신중현 the origion <할말도 없지만>